# Revolusjonær Kommunistisk Ungdom

Tagg från en grupp som kallar sej "Taggere for Tjen folket"

Revolusjonær Kommunistisk Ungdom (RKU) är en norsk kommunistisk organisation och ungdomsförbund till gruppen Tjen folket. RKU kan ses som ett marxist-leninistiskt och maoistiskt förbund.
Organisationen offentliggjordes i augusti 2008. Tidigare samma år hade 12 medlemmar i Rød Ungdom (RU), anklagade för fraktionsmakeri, uteslutits under ett riksmöte. Rød Ungdoms lokalavdelningar i Øvre Eiker/Nedre Eiker och Drammen övergick från RU till det nybildade RKU och motiverade organisationsbytet med:
| ”                                  | Når ledelsen i Rød Ungdom snur ryggen til arbeiderklassens og de undertrykte folkenes viktige og dyrekjøpte erfaringer så ønker vi ikke å være med videre på denne rutsjebanen ned i den sosialdemokratiske myra. Det er nok sosialdemokratiske organisasjoner i Norge, og det trengs ingen flere. | „ |
| – Revolusjonær Kommunistisk Ungdom | |   |

Ordförande heter Kenneth Fuglemsmo, är född 1983 och är tidigare byggnadsarbetare.

## Björnen
RKU:s symbol utgörs av en röd björn, vilket motiveras med att:
- Björnen är ett norskt djur och inget främmande element i landet;
- björnen är ett självständigt djur som inte svassar efter andra;
- björnen är stark och slagkraftig i både anfall och försvar;
- björnen är omsorgsfull och beskyddande;
- och björnen är allsidig och finns över hela världen.[2]